# Hugo Blaschke
Hugo Johannes Blaschke (Neustadt in Westpreußen, 14 november 1881 - Neurenberg, 6 december 1959) was tandarts van onder meer Adolf Hitler, Hermann Göring en andere naziprominenten. Hij was ook een SS-Brigadeführer (brigadegeneraal) en Generalmajor in de Waffen-SS tijdens de Tweede Wereldoorlog.

## Levensloop
Blaschke volgde tussen 1907 en 1911 de opleiding tandheelkunde in Philadelphia en Londen. Hij sloot de opleiding met succes af en kreeg de doctorstitel. Hierna volgde Blaschke nog een vakopleiding tot kaakchirurg. In 1911 opende hij in Berlijn zijn eigen praktijk.
Tijdens de Eerste Wereldoorlog diende Blaschke als militaire tandarts in Frankfurt (Oder). Vanaf de herfst van 1930 lieten de nazileiders Hermann Göring en Joseph Goebbels zich door Blaschke behandelen. In 1931 trad hij toe tot de Nationaalsocialistische Duitse Arbeiderspartij (NSDAP). Nadien behandelde hij onder meer Joseph Goebbels, Heinrich Himmler en Eva Braun.
Eind 1933 behandelde Blaschke voor het eerst Adolf Hitler. Hij omschreef dit na de oorlog als volgt:

November oder Dezember 1933 wurde ich angerufen und man sagte mir, dass ich in die Reichskanzlei kommen solle. Hitler hätte Zahnschmerzen. Es war abends gegen 7 Uhr. Es wurde ein Wagen geschickt, ich nahm also meinen Instrumentenkoffer und fuhr hin. Ich diagnostizierte richtig, die Schmerzen hörten auf und ich wurde der große Mann. Für mich war es natürlich interessant, ein Staatsoberhaupt zu behandeln.
— Hugo Blaschke

Vanaf dat moment fungeerde Blaschke als Hitlers persoonlijke tandarts, oftewel Leibzahnarzt. In 1935 trad hij toe tot de Schutzstaffel (SS). Hitler was uitermate tevreden over de verrichtingen van Blaschke en bevorderde hem tot professor, nadat hij hem eerder al de in Verenigde Staten behaalde, maar in Duitsland niet-erkende doctorstitel had toegekend. In 1943 werd Blaschke benoemd tot Oberster Zahnarzt bij de Reichsartz SS. Tevens kreeg hij in oktober 1944 de rang van SS-Brigadeführer (brigadegeneraal) toegekend. Blaschke bleef tot Hitlers dood de persoonlijke tandarts van de Führer.
Na de oorlog werd Blaschke gevangengenomen door de Sovjets. In 1948 werd hij vrijgelaten en ging hij, tot aan z'n pensionering aan de slag als tandarts in Neurenberg. Daar stierf hij op 78-jarige leeftijd. Het graf van Blaschke ligt op St. Peter begraafplaats in Neurenberg.

## Carrière
Blaschke bekleedde verschillende rangen in zowel de Heer als Allgemeine-SS. De volgende tabel laat zien dat de bevorderingen niet synchroon liepen.
| Datums                                            | Heer                       | Sturmabteilung     | Allgemeine-SS          | NSKK                 | Waffen-SS                         |
| ------------------------------------------------- | -------------------------- | ------------------ | ---------------------- | -------------------- | --------------------------------- |
|                                                   | Unteroffizier der Landwehr | —                  | —                      | —                    | —                                 |
| Oktober 1931                                      | —                          | SA-Scharführer     | —                      | —                    | —                                 |
| 9 september 1932                                  | —                          | SA-Sturmbannführer | —                      | —                    | —                                 |
|                                                   | —                          | —                  | —                      | NSKK-Sturmbannführer |                                   |
| 2 mei 1935                                        | —                          | —                  | SS-Sturmbannführer     | —                    | —                                 |
| 20 april 1937                                     | —                          | —                  | SS-Obersturmbannführer | —                    | —                                 |
| 20 april 1939                                     | —                          | —                  | SS-Standartenführer    | —                    | —                                 |
| 4 april 1941 (met ingang van 1 januari 1942)      | —                          | —                  | —                      | —                    | SS-Standartenführer der Waffen-SS |
| 17 februari 1942 (met ingang van 30 januari 1942) | —                          | —                  | —                      | —                    | SS-Oberführer der Waffen-SS       |
| 1 oktober 1944                                    | —                          | —                  | SS-Brigadeführer       | —                    | —                                 |
| 9 november 1944                                   | —                          | —                  | —                      | —                    | Generalmajor der Waffen-SS        |

## Lidmaatschapsnummers
- NSDAP-nr.: 432 082[12] (lid geworden 1 februari 1931[1][2]
- SS-nr.: 256 882[12] (lid geworden 2 februari 1935[1])

## Decoraties
Selectie:
- Erekruis voor Frontstrijders in de Wereldoorlog[11]
- Ehrendegen des Reichsführers-SS[1]
- SS-Ehrenring[11]
- Julleuchter der SS[1]
- Kruis voor Oorlogsverdienste, 1e Klasse (met Zwaarden)[1] en 2e Klasse[1]

- Gemeinsame Normdatei: 124316913
- Nationale Bibliotheek van Tsjechië: xx0327346
- Virtual International Authority File: 23071097
- WorldCat: E39PBJdCk43pQxvpw9FXRytMyd